# وامری
وامری (به عربی: وامری) یک شهرداری در الجزایر است که در ناحیه وامری واقع شده‌است. وامری ۸۸ کیلومتر مربع مساحت و ۱۵٬۹۷۸ نفر جمعیت دارد.